# Khánh Trung
	Khánh Trung		là một xã thuộc tỉnh Ninh Bình, Việt Nam.

## Địa lý
Trụ sở xã nằm cách phường Hoa Lư - trung tâm tỉnh lỵ Ninh Bình 23 km về phía Đông Nam, có vị trí địa lý:
- Phía bắc giáp xã Khánh Thiện.
- Phía đông giáp xã Nghĩa Hưng.
- Phía đông nam giáp xã Nghĩa Sơn.
- Phía tây giáp xã Chất Bình và xã Khánh Hội.

Xã Khánh Trung	có diện tích:	26,42	km², 	dân số:	26.453	người, mật độ dân số: 	1001	người/km². 	Đây là đơn vị có diện tích xếp thứ:	63	, số dân xếp thứ: 	93	và mật độ dân số xếp thứ: 	94	trong số 129 xã, phường ở Ninh Bình.
Xã này có Đường cao tốc Ninh Bình – Hải Phòng, và cũng là nơi có sông Đáy chảy qua.

## Lịch sử
Ngày 18 tháng 12 năm 1976, Bộ trưởng Chủ nhiệm Văn phòng Chính phủ thủ tướng ra Quyết định số 1506-TCCP về việc chia xã Khánh Trung thành 2 xã là xã Khánh Trung và Khánh Công.
Ngày 27 tháng 4 năm 1977, Hội đồng chính phủ ban hành Quyết định 125-CP về việc sáp nhập xã Khánh Trung thuộc huyện Yên Khánh mới giải thể vào huyện Kim Sơn.
Ngày 4 tháng 7 năm 1994, Chính phủ ban hành Nghị định số 59-CP về việc chuyển xã Khánh Trung thuộc huyện Kim Sơn về huyện Yên Khánh mới tái lập quản lý.
Theo Nghị quyết số 1674/NQ-UBTVQH15 ngày 16/6/2025 về sắp xếp các đơn vị hành chính cấp xã của tỉnh Ninh Bình năm 2025, Theo đó, sắp xếp toàn bộ diện tích tự nhiên, quy mô dân số của các xã Khánh Thành, Khánh Công và Khánh Trung thành xã mới có tên gọi là xã Khánh Trung.

## Kinh tế
Chợ Cát thuộc thôn 8 là một trong 8 chợ ở Yên Khánh trong danh sách các chợ loại 1, 2, 3 ở Ninh Bình.
Xã này cũng là một trong số xã được công nhận Anh hùng lực lượng vũ trang nhân dân ở Ninh Bình.